# クロード・エルフェ
クロード・エルフェ（Claude Helffer, 1922年6月18日 - 2004年10月27日）は現代音楽の擁護者としてとりわけ有名なフランスのピアニスト。

## 経歴
1922年6月18日パリ生まれ。ヴァイオリニストだった母親の影響より、5歳でピアノを始め、10歳から第二次世界大戦の勃発までロベール・カサドシュに師事した。戦時中はレジスタンス運動に身を投じ、少数精鋭、グランゼコールのひとつ、エコール・ポリテクニークに進学した。戦後にルネ・レイボヴィッツに音楽理論と作曲を師事。1948年にパリでデビューし、1954年から定期的にドメーヌ・ミュジカルの演奏会に出演した。
数多くの新作を初演し、著名な作品を献呈された。ピエール・ブーレーズやエルネスト・ブール、ミヒャエル・ギーレン、ルネ・レイボヴィッツ、ブルーノ・マデルナ、ネヴィル・マリナー、ジャン・マルティノン、ウィレム・ヴァン・オッテルロー、ジョルジュ・プレートル、ヘルマン・シェルヘンらといった指揮者と共演している。シェーンベルクのピアノ曲全集（グランプリ・デュ・ディスク大賞受賞）や、ドビュッシーとラヴェルのピアノ独奏曲全集、ブーレーズやベルク、バラケ、ベートーヴェンのピアノ・ソナタといった録音を残した。
晩年世界中でマスタークラスを主宰したが、とりわけ1985年から1998年までのザルツブルク夏期講習会や、サントル・アカント現代音楽講習会、シュトゥットガルト音楽大学で名高く、当時の後続の若手作曲家達にも創作への自信と影響を与える。
2004年10月27日パリ16区の自宅にて他界。82歳。

## 献呈作品
- ヤニス・クセナキス：エリフトン（1974年）
- アンドレ・ブクレシュリエフ：ピアノ協奏曲（1975年）
- アンリ・デュティユー：個々の和音の上で（1977年）
- ベッツィ・ジョラス：スタンス（1978年）
- ルイス・デ・パブロ：ピアノ協奏曲 第1番（1980年）
- ジル・トレンブレー：エンヴォィ （1982年）
- ミカエル・ジャレル：モディフィカシオン（修正）（1983年）

## ディスコグラフィ
CDの音源のみに限定する．
- ジャン・バラケ： ピアノ・ソナタ　　アストレー
- バルトーク：《戸外にて》《ピアノ・ソナタ》《ルーマニア民俗舞曲集》《組曲 作品14》《即興曲集 作品20》　　ハルモニア・ムンディ・フランス
- バルトーク：ミクロコスモス　　ハルモニア・ムンディ・フランス
- ブーレーズ：３つのピアノ・ソナタ　　アストレー
- ドビュッシー：ピアノ独奏曲全集　　ハルモニア・ムンディ・フランス
- ミヨー： ピアノ協奏曲（第1番、第4番）、エクスの謝肉祭、練習曲、バラード　　エラート
- モーリス・ラヴェル ：ピアノ独奏曲全集　　ハルモニア・ムンディ・フランス
- シェーンベルク： ピアノ独奏曲全集　　ハルモニア・ムンディ・フランス（旧録音）
- シェーンベルク： ピアノ独奏曲全集　　ピアノヴォックス （新録音）
- クセナキス：室内楽曲集（アルディッティ四重奏団との共演）　　アストレー＝オーヴィディス
- バルトーク：ピアノ協奏曲第３番

## 評伝
- Albèra, Philippe, Entretiens avec Claude Helffer, 1995 (Editions Contrechamps)
- Helffer, Claude and Michaud-Pradeilles, Catherine, Le Piano, 1997 (Presses universitaires de France: Que sais-je?)
- Helffer, Claude, Quinze analyses musicales, de Bach à Manoury, 2000 (Editions Contrechamps)
- Claude Helffer: La musique sur le bout des doigts: Entretien avec Bruno Serrou, 2005 (Michel de Maule/Institut national de l'audiovisuel, with DVD-rom)